# Maury (Caroline du Nord)
Pour les articles homonymes, voir Maury.
Maury est une Census-designated place américaine située dans le comté de Greene en Caroline du Nord. En 2010, sa population était de 1 685 habitants.

## Démographie
| 2000 | 2010  | - | - | - | - |
| ---- | ----- | - | - | - | - |
| 293  | 1 685 | - | - | - | - |

## Source de la traduction
- (en) Cet article est partiellement ou en totalité issu de l’article de Wikipédia en anglais intitulé « Maury, North Carolina » (voir la liste des auteurs).